# Keystone, South Dakota
Keystone är en ort i Pennington County i delstaten South Dakota, USA.